# Torbia perficita
Torbia perficita är en insektsart som beskrevs av Walker, F. 1869. Torbia perficita ingår i släktet Torbia och familjen vårtbitare. Inga underarter finns listade i Catalogue of Life.